# Mauro Mariani
Mauro Mario Mariani (Milano, 3 agosto 1948) è un biologo italiano, esperto in malacologia.

## Biografia
Mariani, biologo e malacologo, è laureato in scienze biologiche. Ha conseguito l'abilitazione all'insegnamento delle scienze matematiche, chimiche, fisiche e naturali e ha svolto attività di ricerca presso l’Euratom di Ispra.
È stato per molti anni direttore dell'Acquario civico e Stazione idrobiologica, di cui nel 2003 ha riorganizzato la struttura espositiva con le nuove vasche, attualmente è direttore dell'intero Polo dei Musei Scientifici MAP del comune di Milano. Il Polo è costituito dal Museo di Storia Naturale, dal Planetario e dall'Acquario civico.

## Pubblicazioni
È autore di numerose pubblicazioni scientifiche, soprattutto nel campo della malacologia in acque dolci e condizioni ambientali delle acque superficiali dell'Italia settentrionale, suo principale campo di ricerca, e  in subordine su aspetti legati alla biologia ed ecologia di specie marine mediterranee. Inoltre ha scritto numerose opere divulgative di acquariologia tradotte in inglese, francese e tedesco.

### Testi divulgativi
- Mariani Mauro, L'ABC dell'acquario tropicale. De Vecchi Editore Milano 1991, pp. 1-171
- Mariani Mauro & Bianchi Irene, L'ABC dell'acquario d'acqua salata. De Vecchi Editore . Milano 1991, pp. 1-156
- Mariani M. & Bianchi I, Il grande libro dei pesci d'acqua dolce d'Italia e d'Europa. De Vecchi Editore. Milano 1991, pp. 1-163
- Mariani M. & Ronchetti P. Come costruire e mantenere l'acquario. De Vecchi Editore. Milano 1998, pp. 1-127
- Mariani Mauro  I pesci d'acquario. De Agostini Milano 1999
- Ronchetti Paola & Mariani Mauro,  Guida alla Costruzione dell'Acquario. La scelta, la progettazione, l'allestimento, il popolamento, la manutenzione. De Vecchi Editore Milano 2004, pp. 1-125
- Mariani Mauro, Poissons d'aquarium: Connaître, reconnaître et élever les poissons tropicaux d'eau douce, Anagramme, 2004 (tradotto da Véronique Meglioli)

### Lavori scientifici
- Alberto Girod, Egidio Bona, Mariani Mauro;   Zwei neue Fundorte von Marstoniopsis insubrica (Kuster) sudlich der Alpen. Arch. Moll. Frankfurt a M.; 103; (4/6): 231-234. Francoforte, 1973.
- I. Bianchi, A.Girod, Mariani Mauro, 1975. Population dynamics of four fresh-water Gastropods living in lombard "fontanili" with special reference to Ancylus fluviatilis (Mueller). Estratto dai lavori del Simposio sui Molluschi terrestri e dulcicoli dell'Italia settentrionale. Mantova 10-11 maggio 1975: 23-27
- Mariani Mauro, O.Ravera; . Quantitative and qualitative differences among Mollusc population of two basins (Agno and Lugano) of Lake Lugano, northern Italy. Malacologia Ann Arbor Michigan, U.S.A.;16; (1): 155-156, 1977
- Barletta Giorgio, Mariani Mauro & Perego Cristina; . Proposta per un atlante a schede degli Opistobranchi. Atti del II Congresso della Società Italiana di Malacologia Lavori SIM 23: 241-246, 1987
- Camusso M., Balestrini R., Muriano, F. & Mariani Mauro; . Use of freshwater mussel Dreissena polymorpha to assess trace metal pollution in the lower river Po (Italy). Chemosphere Ed. Pergamon Great Britain; 29 (4): 729-745, 1994
- Gasteropodi (con A.Girod e I.Bianchi), CNR 1980
- Densità, strutture di popolazione e distribuzione di Dreissena polymorpha nel bacino idrografico del Benaco (con A.Girod e I.Bianchi), in Archiv für Molluskenkunde, Senckenbergische Naturforschende Gesellschaft, 1973
- Montefalcone M., Albertelli G., Bianchi C.N., Mariani M., Morri C.,  A new synthetic index and a protocol for monitoring the status of Posidonia oceanica meadows: a case study at Sanremo (Ligurian Sea, NW Mediterranean). Aquatic conservation: Marine and Freshwater Ecosystems 16, 29-42, 2006
- Airoldi S., Azzellino A., Fadda V., Gaspari S., Nani B., Zanardelli M., Notarbartolo di Sciara & Mariani M., Social ecology of Risso's dolphins in the Ligurian Sea: preliminary results. Proceedings of the 14th AnnualConference of the European Cetacean Society, Cork (Ireland), 02-05/04/2000

| Controllo di autorità | VIAF (EN) 34504263 · ISNI (EN) 0000 0001 0886 4450 · SBN CFIV165507 · BNE (ES) XX967795 (data) · BNF (FR) cb121994718 (data) |